# Jean Ier de La Forest
Pour les articles homonymes, voir Jean de La Forest.
 (septembre 2015).
Si vous disposez d'ouvrages ou d'articles de référence ou si vous connaissez des sites web de qualité traitant du thème abordé ici, merci de compléter l'article en donnant les références utiles à sa vérifiabilité et en les liant à la section « Notes et références ».
Jean Ier de La Forest, né à une date inconnue et mort en 1466, seigneur du château de Rossillon, est un officier de la cour ducale de Savoie.

## Biographie
Page du duc Amédée VIII, maître d’hôtel du duc Louis Ier, il est nommé ambassadeur en France auprès du roi Louis XI pour traiter les mariages de sœurs de la reine Marie de Savoie avec Louis de Luxembourg, comte de Saint-Pol, et Agnès de Savoie avec le duc d’Orléans Longueville. 
Il signe les actes à Tours, le 8 mai 1466. Le 11 juillet et le 18 août, il est présent et témoin aux cérémonies nuptiales. Jean de La Forest mourut à la fin de l’année et fut inhumé au tombeau de son père, dans le chœur de l’église de Rossillon. Entre 1445 et 1460 il avait racheté tous les droits que son beau-frère, Jean de Menthon, avait à Rossillon et à Evieu et, peu avant sa mort, la totalité du territoire des deux seigneuries se trouva réunie entre ses mains. 
En 1426, il épouse Pernette du Molard, fille de Pierre III, seigneur du Molard, et de Marie Gay, qui meurt en 1439. Il se remarie avec Claudine de Cordon, dame d’Evieu, le 22 octobre 1443. Légataire privilégiée de sa grand-mère paternelle, Marie de Duyn de La Val d’Isère, elle était la cohéritière universelle de ses parents dans tous leurs biens du Bugey et du Valromey.